# Praelongorthezia capparisi
Praelongorthezia capparisi är en insektsart som först beskrevs av Beingolea 1971.  Praelongorthezia capparisi ingår i släktet Praelongorthezia och familjen vaxsköldlöss.
Artens utbredningsområde är Peru. Inga underarter finns listade i Catalogue of Life.